# Sommerspiele (Film)
Sommerspiele  (Originaltitel: Giochi d’estate, Alternativtitel: Summer Games)  ist ein Filmdrama von Rolando Colla aus dem Jahr 2011 mit Armando Condolucci und Fiorella Campanella in den Hauptrollen. Colla beschreibt in seinem Film den Weg zweier junger Menschen auf der Suche nach einer Vaterfigur und dem Erwachsenwerden.

## Handlung
Der Bauarbeiter Vincenzo und seine Frau Adriana sind zwar noch verheiratet, doch ihre Ehe steht kurz vor dem Aus. Vincenzo will sich das Scheitern seiner Beziehung nicht eingestehen und fährt in den Sommerferien mit seinen beiden Söhnen Nic und Agostino auf einen Campingplatz an der Maremma. Bereits beim Aufbau des Zeltes gibt es den ersten Streit, weil der 12-jährige Nic keine Lust hat, mitzuhelfen. Später holen sie gemeinsam Adriana ab, die mit dem Zug nachkommt. Doch auch zu viert will sich keine friedliche Urlaubsstimmung einstellen. Zwischen den Eltern kommt es wegen Nichtigkeiten zum Streit. Vincenzo fühlt sich in seiner Ehre gekränkt, als Adriana einen Einkauf begleichen will und wird ihr gegenüber handgreiflich.
Nic flieht mit seinem jüngeren Bruder vor den Gewaltausbrüchen. Die beiden freunden sich auf dem Campingplatz mit einigen anderen Teenagern an, darunter auch Marie. Sie ist mit ihrer Mutter in den Urlaub gefahren, doch auch zwischen den beiden gibt es Meinungsverschiedenheiten. Marie ist der Auffassung, dass ihre Mutter schuld daran ist, dass sie ohne ihren Vater aufwachsen muss. Sie glaubt, dass er die Familie verlassen hat, als Marie noch ein Baby war. Ihre Mutter weicht den Diskussionen aus. Jedes Mal, wenn Marie mit ihrer Mutter über den Aufenthaltsort ihres Vaters sprechen will, blockt diese ab.
Nic und Marie stellen fest, dass sie beide ihren Vater vermissen. Marie glaubt, dass er in einem Nachbarort ohne sie lebt. Nic sucht vergeblich eine Vaterfigur und zweifelt an einem weitgehend erfolglosen „Erzeuger“, der ihm kaum Orientierung bietet. Er hasst seinen Vater außerdem, weil er die Hand gegen seine Mutter erhebt. Nic versucht die Situation dadurch zu ertragen, dass er keine Gefühle mehr zulässt. Marie kann zunächst nicht glauben, dass ein Mensch dazu fähig ist, doch Nic will es ihr beibringen. Sie verbringen fortan gemeinsam mit den anderen Freunden fast jede freie Minute. Um die Zeit nicht mit den Erwachsenen am Strand verbringen zu müssen, nutzen sie eine alte Scheune, die sich abseits auf einem Acker mit Maispflanzen befindet. Dort kommen sich auch Nic und Marie beim gemeinsamen Spielen nach und nach näher. Die Jugendlichen werden nur gelegentlich von einem Bauer mit seinem Hund gestört, der dort nach dem Rechten sieht und die Clique vertreibt.
Während Nic weiter still unter den Gewaltausbrüchen seines Vaters leidet, will Marie endlich ihren Vater kennenlernen. Sie lässt sich eine Verbindung mit dem ÖPNV heraussuchen und macht sich auf eine mehrstündige Reise in den Nachbarort. Maries Mutter erfährt von dem Plan, fährt mit dem Auto hinterher und fängt ihre Tochter unterwegs ab. Marie ist außer sich und es kommt zu einem erneuten Streit. Schliesslich gesteht die Mutter, dass Maries Vater bei einem Verkehrsunfall ums Leben kam und im Nachbarort begraben liegt. Sie weigert sich, dort mit der Tochter hinzufahren und fleht Marie an, die Sache auf sich beruhen zu lassen. Zurück auf dem Campingplatz findet Marie Zuspruch in ihrer Clique.
An einem ausgelassenen Abschlussabend auf dem Campingplatz kommt es erneut zu einem Streit. Der Auslöser ist diesmal der Besitzer der Scheune. Er erscheint auf dem Fest und wirft den Teenagern – berechtigterweise – vor, seinen Hund zuvor mit Steinen tödlich verletzt und die Scheune beschädigt zu haben. Vincenzo will Nic daraufhin verprügeln, der jedoch flieht und sich über die Nacht hinweg unter der Ferienwohnung von Marie versteckt. Am nächsten Tag kehrt er zum Zelt zurück. Vincenzo schlägt Adriana und will anschließend Nic mit einem Gürtel züchtigen. Nic kann fliehen und wird von Vincenzo verfolgt. Als dieser in ein morastiges Loch fällt und zu ertrinken droht, schlägt Nic mit einem Ast auf ihn ein. Adriana kommt hinzu und zieht ihren Mann in letzter Sekunde aus dem Loch. Vincenzo erkennt, dass er als Vater und Ehemann gescheitert ist, doch Adriana will ihm noch eine letzte Chance geben.
Kurz vor Ende des Urlaubs wollen die Jugendlichen Marie helfen. Einer von ihnen hat sich den Zugriff auf ein kleines Motorboot seiner Eltern verschafft und sie fahren gemeinsam über das Meer in den Nachbarort. Sie beginnen auf dem dortigen Friedhof eine Suche nach dem Grab von Maries Vater und werden schließlich fündig. Endlich hat Marie ihren Vater „gefunden“ und kann um ihn trauern. Auf der Rückfahrt lassen sich Marie und Nic an einer entlegenen Bucht absetzen und verbringen einige gemeinsame Stunden zusammen, bevor auch sie wieder zum Campingplatz zurückkehren.
Am folgenden Tag verlassen alle Urlauber den Campingplatz.

## Rezeption und Drehorte
Der Film wurde am 2. August 2011 auf dem Internationalen Filmfestival von Locarno uraufgeführt. In Deutschland war der Film erstmals am 19. Dezember 2011 auf der Berlinale zu sehen. Seine TV-Premiere feierte das Werk am 16. Dezember 2012 in Ungarn.
Die Szenen auf dem Campingplatz wurde in der italienischen Stadt Marina di Grosseto an der Maremmaküste gedreht; die Szenen am Strand an der Küste der Maremma von Grosseto zwischen Follonica, Castiglione della Pescaia und Monte Argentario.

## Auszeichnungen
- 2011: Zürcher Filmpreis[3]
- 2012: Schweizer Filmpreis in der Kategorie Bester Film, Beste Kamera und Bestes Drehbuch[4]

## Kritiken
Das Portal art-tv lobt den Film, da er einen „behutsamen Blick auf das Erwachsenwerden und Erwachsensein abseits vom Alltag im sommerlichen Feriencamp wirft“. Ebenso positiv äußert sich die Fernsehzeitschrift Prisma. Ihr gefällt die „liebevoll erzählte und emotionale Geschichte über die Herausforderung des Erwachsenwerdens.“, die Colla mit „viel Herzblut“ inszenierte. Die ARD bewirbt den Film als „Bewegendes Familiendrama von Rolando Colla“.

„Das intensive Kindheitsdrama beschreibt das Erwachen der Pubertät als schmerzliches Erleben in lichtdurchfluteten Bildern, dazu bestechen subtile Details und tolle Darsteller.“